# Agoseris parviflora
Agoseris parviflora là một loài thực vật có hoa trong họ Cúc. Loài này được (Nutt.) D.Dietr. mô tả khoa học đầu tiên năm 1847.